# Kanton Juniville
Juniville is een voormalig kanton van het Franse departement Ardennes. Het kanton maakte deel uit van het arrondissement Rethel tot het op 1 januari 2015 gelijk met het aangrenzende kanton Asfeld werd opgeheven. De gemeenten van beide opgeheven kantons werden toegevoegd aan het eveneens aangrenzende kanton Château-Porcien.

## Gemeenten
Het kanton Juniville omvatte de volgende gemeenten:
- Alincourt
- Annelles
- Aussonce
- Bignicourt
- Le Châtelet-sur-Retourne
- Juniville (hoofdplaats)
- Ménil-Annelles
- Ménil-Lépinois
- Neuflize
- La Neuville-en-Tourne-à-Fuy
- Perthes
- Tagnon
- Ville-sur-Retourne